# John Baptist Tseng Chien-tsi
John Baptist Tseng Chien-tsi (* 11. Dezember 1942 in Chipen) ist ein taiwanchinesischer Geistlicher und emeritierter römisch-katholischer Weihbischof in Hualien.

## Leben
John Baptist Tseng Chien-tsi empfing am 21. März 1972 die Priesterweihe.
Papst Johannes Paul II. ernannte ihn am 22. Mai 1998 zum Weihbischof in Hualien und Titularbischof von Sululos. Der Bischof von Hualien, Andrew Tsien Chih-ch’un, spendete ihm am 29. August desselben Jahres die Bischofsweihe; Mitkonsekratoren waren Lucas Liu Hsien-tang, Bischof von Hsinchu, und Leonard Hsu Ying-fa OFM, Weihbischof in Taipei.
Papst Franziskus nahm am 11. Dezember 2017 seinen altersbedingten Rücktritt an.